# Liina Kersna
Liina Kersna, nata Lepik (Tallinn, 3 aprile 1980), è una politica estone, Ministro dell'Istruzione e della Ricerca dal 2021 al 2022.

## Biografia
Nata a Tallinn, la Kersna lavorò come conduttrice per Eesti Rahvusringhääling e dopo la laurea all'Università di Tartu divenne esperta di comunicazione. Fu impiegata nel campo delle pubbliche relazioni e come consulente ed addetta stampa presso vari ministeri. Dal 2010 al 2012 è stata Direttore delle comunicazioni governative del governo dell'Estonia e dal 2013 al 2015 capo dell'ufficio di Consigliere del Primo Ministro della Repubblica estone.
Entrata in politica con il Partito Riformatore Estone, nel 2015 fu eletta deputata al Riigikogu. Nel 2021 venne nominata Ministro dell'Istruzione e della Ricerca nel governo Kaja Kallas.

## Vita privata
Liina Kersna è sposata con il giornalista Vahur Kersna. La coppia ha un figlio..